# Arthropeina fulva
Arthropeina fulva är en tvåvingeart som beskrevs av Lindner 1949. Arthropeina fulva ingår i släktet Arthropeina och familjen lövträdsflugor. Inga underarter finns listade.